# 苏姆拉埃尔
苏姆拉埃尔（约公元前1880年—约公元前1845年在位）（英語：Sumulael）巴比伦第一王朝第二任国王。在他36年的统治中，他巩固了巴比伦防御，与基什作战，抵制游牧民族入侵。